# Lange Lies

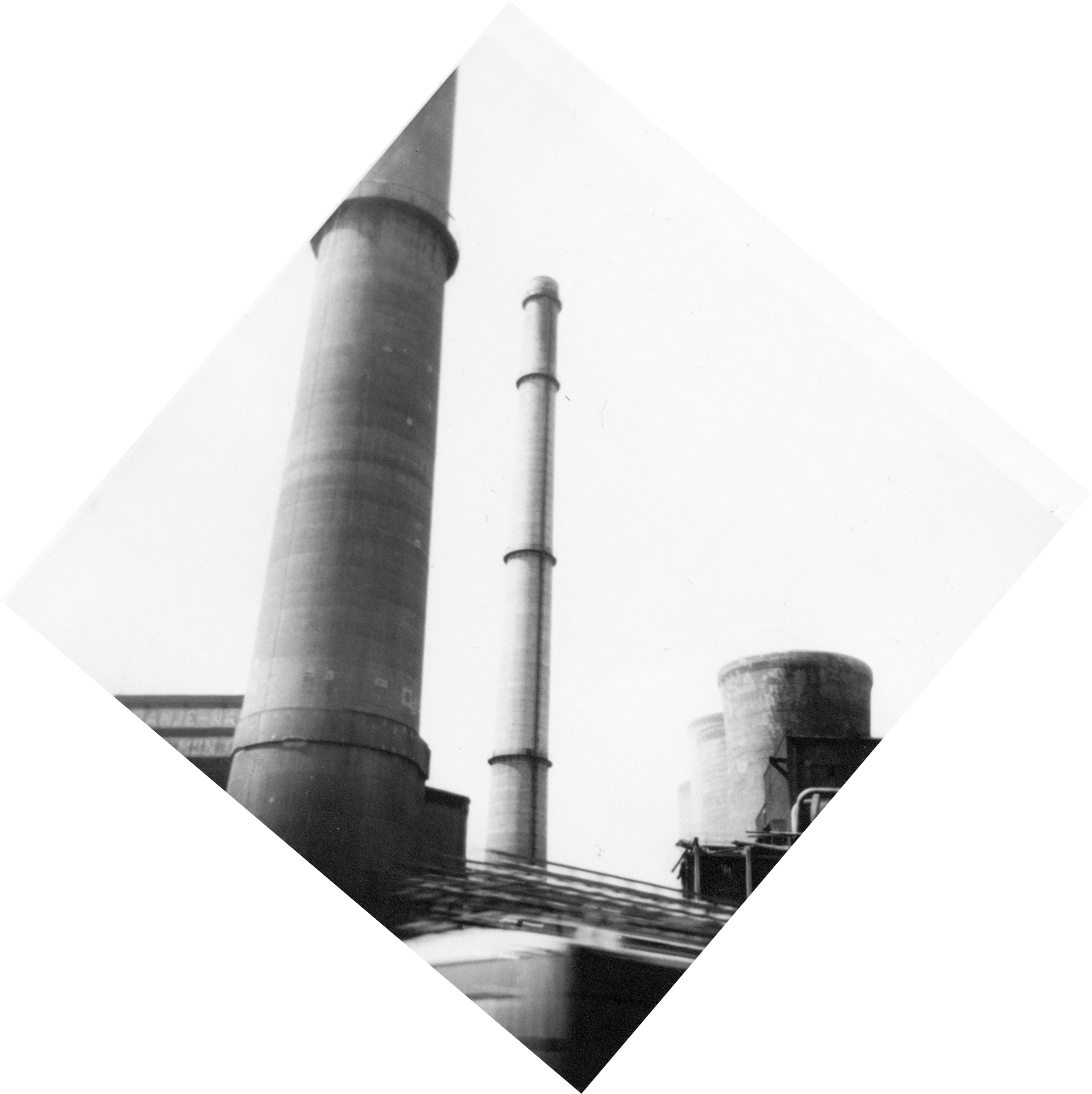
Lange Lies, vlak voor de sloop in 1976, met op de voorgrond Lange Jan

De Lange Lies was een schoorsteen van de elektrische centrale van de voormalige steenkoolmijn Oranje-Nassau I in Heerlen.

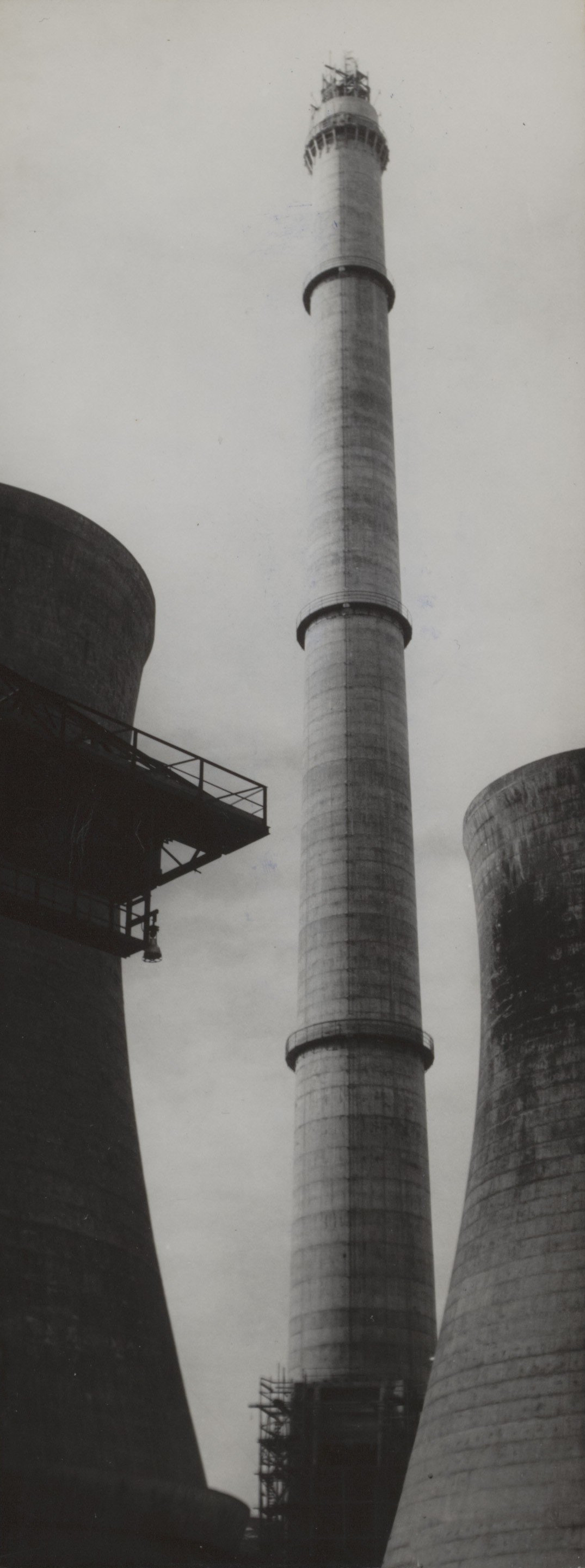
Lange Lies in aanbouw 1953

Ze werd in 1953 gebouwd, veel later dan haar broer Lange Jan, die in de jaren 1937/38 werd opgetrokken. De schoorsteen had een bakstenen binnenwand, deze was door middel van een isolatielaag gescheiden van de betonnen buitenwand. Bij de bouw zijn bijna 2000 kubieke meters gewapend beton gebruikt, en ruim 700 kubieke meter metselwerk. De 5600 ton zware schoorsteen had aan de voet een middellijn van 12,28 meter, bij de top bedroeg de doorsnede 7,12 meter. De pijp was met een hoogte van 155 meter circa 20 meter langer dan Lange Jan. Het was, gedurende een bepaalde periode, de hoogste van beton gebouwde schoorsteen ter wereld. Beide schoorstenen waren het symbool voor Heerlen als stad van mijnwerkers. 
De Lange Lies kwam aan haar eind op maandag 16 augustus 1976. Met de sloop van de Lange Jan op zaterdag 21 augustus 1976, ruim anderhalf jaar na de sluiting, kwam ook het definitieve einde van de steenkoolmijn Oranje-Nassau I. 
In 2003 waren er plannen om in Heerlen wolkenkrabbers te bouwen die de naam Lange Jan en Lange Lies zouden dragen.